# 第17回IBAFインターコンチネンタルカップ日本代表
第17回IBAFインターコンチネンタルカップ日本代表（だい17かいインターコンチネンタルカップにほんだいひょう）は、2010年10月に台湾の台中市および雲林県斗六市で行われた第17回IBAFインターコンチネンタルカップに出場するために編成された日本選手団である。

## 概要
前々回の第15回大会の日本代表チーム（2002年）はプロ・アマ混成、前回第16回大会の代表チーム（2006年）はWBCなどの影響でプロからの選手選抜は行われずアマチュアのみで構成されたが、今大会では全員がNPB所属の25歳以下の若手二軍選手を中心とした編成となった。2010年10月7日に正式に発表された。なお大場投手は唯一、前回大会に続く選出となった。
代表チームは、前年（2009年）度のイースタン・リーグ優勝監督である岡崎郁監督（読売ジャイアンツ）のもと、コーチ3名、選手24名（投手10・捕手3・内野手7・外野手4）から構成された。
チームは初戦を6日前に控えた10月17日に台湾に入り、翌18日に初の練習試合をオランダとおこない、相手を岩尾 - 須永 - 加賀の3投手で無安打無得点リレーで封じ6対0で勝利した（19日と20日にも練習試合が組まれていたが雨天中止となった）。
第一ラウンドは参加10チームを2プールに分けたうちのプールBに入り、オランダ・ニカラグア・イタリア・タイと総当たりのリーグ戦をおこない、3勝1敗の2位で第二ラウンドに進んだが、第二ラウンドでは連敗を喫し1勝4敗（第一ラウンドのオランダ戦・イタリア戦含む）で最下位の6位となった。最終日の順位決定戦で韓国に2対1で勝利し、最終順位は5位で今大会を終えた。
参加国や日程など詳細は第17回IBAFインターコンチネンタルカップを参照。

## 代表メンバー
いずれも選出当時。
| ポジション | 背番号 | 氏名       | 所属球団                               | 投 | 打 | 備考                 |
| ---------- | ------ | ---------- | -------------------------------------- | -- | -- | -------------------- |
| 監督       | 83     | 岡崎郁     | 読売ジャイアンツ二軍監督               | 右 | 左 |                      |
| コーチ     | 82     | 駒田徳広   | （野球評論家）                         | 左 | 左 | 打撃コーチ           |
| コーチ     | 81     | 阿波野秀幸 | （野球評論家）                         | 左 | 左 | 投手コーチ           |
| コーチ     | 79     | 大西崇之   | 読売ジャイアンツ二軍外野守備走塁コーチ | 右 | 右 | 守備走塁コーチ       |
| 投手       | 12     | 岩尾利弘   | 埼玉西武ライオンズ                     | 右 | 左 |                      |
| 投手       | 13     | 須永英輝   | 北海道日本ハムファイターズ             | 左 | 左 |                      |
| 投手       | 16     | 加賀繁     | 横浜ベイスターズ                       | 右 | 右 |                      |
| 投手       | 17     | 大場翔太   | 福岡ソフトバンクホークス               | 右 | 右 |                      |
| 投手       | 18     | 笠原将生   | 読売ジャイアンツ                       | 右 | 右 |                      |
| 投手       | 19     | 梶本達哉   | オリックス・バファローズ               | 右 | 右 |                      |
| 投手       | 34     | 中田廉     | 広島東洋カープ                         | 右 | 右 | 怪我のため出場辞退   |
| 投手       | 46     | 植村祐介   | 北海道日本ハムファイターズ             | 右 | 右 |                      |
| 投手       | 47     | 赤川克紀   | 東京ヤクルトスワローズ                 | 左 | 左 |                      |
| 投手       | 60     | 佐藤祥万   | 横浜ベイスターズ                       | 左 | 左 |                      |
| 投手       | 65     | 清原大貴   | 阪神タイガース                         | 右 | 右 | 中田に代わり追加招集 |
| 捕手       | 2      | 中村悠平   | 東京ヤクルトスワローズ                 | 右 | 右 |                      |
| 捕手       | 27     | 市川友也   | 読売ジャイアンツ                       | 右 | 右 |                      |
| 捕手       | 64     | 會澤翼     | 広島東洋カープ                         | 右 | 右 |                      |
| 内野手     | 4      | 小窪哲也   | 広島東洋カープ                         | 右 | 右 |                      |
| 内野手     | 24     | 美沢将     | 埼玉西武ライオンズ                     | 右 | 右 |                      |
| 内野手     | 36     | 谷哲也     | 中日ドラゴンズ                         | 右 | 右 |                      |
| 内野手     | 37     | 野原将志   | 阪神タイガース                         | 右 | 右 |                      |
| 内野手     | 50     | 大嶺翔太   | 千葉ロッテマリーンズ                   | 右 | 右 |                      |
| 内野手     | 55     | 大田泰示   | 読売ジャイアンツ                       | 右 | 右 |                      |
| 内野手     | 56     | 中川大志   | 東北楽天ゴールデンイーグルス           | 右 | 右 |                      |
| 外野手     | 1      | 橋本到     | 読売ジャイアンツ                       | 右 | 左 |                      |
| 外野手     | 3      | 枡田慎太郎 | 東北楽天ゴールデンイーグルス           | 右 | 左 |                      |
| 外野手     | 7      | 中村晃     | 福岡ソフトバンクホークス               | 左 | 左 |                      |
| 外野手     | 10     | 岩本貴裕   | 広島東洋カープ                         | 左 | 左 |                      |

## 大会戦績
試合開始時刻は日本時間、左側チームがホーム扱い。

### 第一ラウンド
プールB内の5チームによる総当たり戦、プール3位以内に入ると第二ラウンドで上位進出が可能
- 第1戦（10月23日19:30；台中インターコンチネンタルスタジアム）　ニカラグア　0 - 8　日本
  - 加賀が7回無失点の好投をするなど8対0で快勝し幸先よいスタートを切った[3]。
- 第2戦（10月25日13:30；斗六野球場）　日本　15 - 0　タイ
  - 笠原が5回参考ながらノーヒットノーランの好投、打線も岩本が初戦に続きホームランを放つなど好調で15対0で圧勝した[4]。
- 第3戦（10月26日19:30；台中インターコンチネンタルスタジアム）　オランダ1 - 2　　日本
  - 8回まで相手投手リレーや微妙な判定の前に打線が無得点に抑えられていたが、1点リードされて迎えた9回表に二死から會澤が起死回生の逆転タイムリー二塁打を放ち、劇的な勝利を飾った[5]。
- 第4戦（10月27日19:30；斗六野球場）　日本　0 - 3　イタリア
  - 相手先発の前に打線が8回をわずか2安打に封じられ3対0で完封負けし、今大会初黒星を喫した[6]。

この結果、プールBは最終的に3チームが3勝1敗で並んだが、当該チーム間の得失点率により1位オランダ、2位日本、3位イタリアという結果で28日からの第二ラウンドに臨むこととなった。

### 第二ラウンド
（第一ラウンド各プール上位3チーム、計6チームが総当たり戦の形式で対戦。同一プールだったチームとの対戦は第一ラウンドでの結果をそのまま反映）
- 10月28日19:30（台中インターコンチネンタルスタジアム）　[プールA2位] チャイニーズタイペイ　12 - 5　日本 [プールB2位]　※コイントスでホームチームを決定
  - 久々に打線が繋がり4点を先制するも投手陣の乱調に加えて4失策と内野守備も乱れ、けっきょく5対12と大敗を喫した[7]。これで通算1勝2敗となり、メダル獲得には厳しい1敗となった。
- 10月29日13:30（台中インターコンチネンタルスタジアム）　[プールA1位] キューバ　4 - 1　日本 [プールB2位]
  - 3回に相手暴投により1点先制するも直後に逆転を許し、その後は打線が計16三振を喫するなど反撃できずに1対4で敗れた[8]。これでイタリア戦から3連敗、第二ラウンド1勝3敗となり決勝進出の可能性がなくなった。
- 10月30日19:30（台中インターコンチネンタルスタジアム）　[プールB2位] 日本　1 - 8　韓国 [プールA3位]
  - この試合も序盤に大量失点を喫し打線の反撃もわずか1点に抑えられ、1対8で敗れ4連敗を喫した[9]。この日オランダが勝利していたため、試合前にすでに5位以下が確定していたが、この敗北で同率ながら韓国にも順位を抜かれ、二次ラウンドを1勝4敗、最下位の6位で終えることとなった。

### 第三ラウンド（順位決定戦）
- 10月31日13:30（斗六野球場）5位決定戦　[第二ラウンド5位] 韓国　1 - 2　日本 [第二ラウンド6位]
  - 最終日の5位決定戦で前日に続いて韓国と対戦、5回裏に押し出し四球で1点を献上するも、直後の6回表に橋本、岩本のタイムリーヒットで2点をとり逆転、守っては先発笠原から最後の加賀まで6人の投手リレーで韓国打線を1点に抑え、2対1で接戦をものにし、前日の雪辱を果たした[10]。日本は5位で今大会を終えた。